# Rue René-d'Anjou
Cet article concerne la rue nancéienne. Pour la rue marseillaise, voir Rue René-d'Anjou (Marseille).
La rue René-d'Anjou est une voie de la commune de Nancy, située au sein du département de Meurthe-et-Moselle, en région Lorraine.

## Situation et accès
La rue René-d'Anjou est sise au sein de la Vieille-ville de Nancy et appartient administrativement au quartier Ville-Vieille - Léopold.

## Origine du nom
Elle porte le nom du duc de Lorraine René d'Anjou (1409-1480).

## Historique
A son emplacement se trouvait, au Moyen Âge, un des deux cimetières du Terreau, entourant l’ancienne église Notre-Dame.
En 1550 fut construit, sur ce cimetière, l’Arsenal de Chrétienne du Danemark, agrandi sous Charles III, et occupant toute la place de cette rue jusqu’à l’hôtel des Loups.
Cette rue fut percée en 1760, à travers des dépendances de l’Arsenal et le bastion dit de Danemark, des anciens remparts, pour relier la Ville Vieille au cours Léopold. La rue actuelle fut tracée à travers des dépendances de l’Arsenal et le bastion dit de Danemark.
Après avoir porté le nom de « Nouvelle rue Notre-Dame » (à cause de l’église du même nom, aujourd’hui disparue, elle partait de son parvis), « rue de la Munitionnaire », « rue de la Manutention » (à cause des magasins militaires établis dans l'ancien arsenal en 1768) avant de prendre depuis 1928 son nom actuel.